# Velký Klín
Der Velký Klín (deutsch Großer Käuligberg) ist ein 1178 m hoher Berg im Altvatergebirge im Nordosten der Tschechischen Republik, etwa 6,5 km nordwestlich des Altvaters.

## Lage
Der Velký Klín ist ein bekannter Gipfel in der Nähe der Stadt Bělá pod Pradědem  zwischen der tschechischen Nationalstraße Nr. 44 auf der Strecke Jeseník   – Šumperk  und der Straße 450 Bělá pod Pradědem-Bruntál. Der Berg liegt im Altvaterbergland (Pradědská hornatina) entlang eines Seitenzweigs des Hauptkamms des Altvatergebirges, der sich vom Roterbergsattel bis zum Pass von Fichtling (Skřítek) erstreckt.

## Topographie
Das Bergmassiv, in dem der Velký Klín liegt, wird auf Deutsch, analog zum tschechischen Namen, Großer Keil genannt, und hat eine charakteristische zweibuckelige Form, von der der obere Buckel der Große Käuligberg selbst ist und der etwa 100 m niedrigere Buckel der Jeřáb (Käulig-Steine) ist.
Der Velký Klín ist der nördlichste Berg im Massiv des Altvater und grenzt an die beiden Mikroregionen des Kepernik-Massivs (Keprnická hornatina) und des Bärenfang-Berland (Medvědská hornatina).
Der Berg ist von Südwesten durch den Rotenbergpass (Červenohorské sedlo) mit einer Höhe von 1080 m über dem Meeresspiegel begrenzt, im Süden von der Käuligwiese (Velký Klínovec). Nach Südosten befinden sich der Katzenstein (Výrovka), der Kleinen Käuligberg (Malý Klín), hinter dem sich der Kleine Vaterberg (Malý Děd, deutsch auch: Leiterberg) und das Naturschutzgebiet Hoher Wasserfall (Vysoký vodopád) erstrecken. Nach Westen ist der Große Käuligberg vom Tal des Rotenbergwasser (Červenohorský potok) begrenzt. Im Osten des Bergmassivs befindet sich das Bachbett des Hohefallwassers (Studený potok) und des Steinseifenflusses (Javorový potok) Das Tal des Flusses Biele (Bělá) bildet die Grenze zum Bärenfang-Bergland.